# Saison 2014-2015 de l'Aviron bayonnais rugby pro
Cette page présente la saison 2014-2015 de l'Aviron bayonnais rugby pro en Top 14 et en European Rugby Challenge Cup (ERCC2).

## Entraîneurs
- : Patricio Noriega (entraineur en chef)
- : Nicolas Morlaes (entraineur des trois-quarts)
- : Jean-Michel Gonzales (Conseiller technique)
- : Daniel Larrechea (adjoint chargé du jeu au pied)
- : Rob Linde (adjoint chargé de la touche)

## Effectif 2014-2015
| Nom                       | Poste               | Naissance         | Nationalité sportive | International | Dernier club            | Arrivée au club (année) |
| ------------------------- | ------------------- | ----------------- | -------------------- | ------------- | ----------------------- | ----------------------- |
| Aretz Iguiniz             | Pilier              | 3 juin 1983       | France               | -             | Stade hendayais         | 2005                    |
| Giorgi Jgenti             | Pilier              | 13 novembre 1985  | Géorgie              | -             | USA Perpignan           | 2014                    |
| Lucas Pointud             | Pilier              | 18 janvier 1988   | France               |               | Tarbes Pyrénées Rugby   | 2014                    |
| JC Janse van Rensburg     | Pilier              | 9 janvier 1987    | Afrique du Sud       | -             | Golden Lions            | 2013                    |
| Gert Muller               | Pilier              | 5 février 1986    | Afrique du Sud       | -             | SU Agen                 | 2013                    |
| David Roumieu             | Talonneur           | 15 octobre 1981   | France               | -             | Castres olympique       | 2007                    |
| Anthony Étrillard         | Talonneur           | 21 mars 1993      | France               | -             | Formé au club           | 2012                    |
| Grégory Arganese          | Talonneur           | 15 septembre 1982 | Italie               | -             | Racing Métro 92         | 2012                    |
| Dewald Senekal            | Deuxième ligne      | 12 janvier 1981   | Afrique du Sud       | -             | SU Agen                 | 2012                    |
| Mark Chisholm (cap.)      | Deuxième ligne      | 18 septembre 1981 | Australie            |               | Brumbies                | 2011                    |
| Lisiate Fa'aoso           | Deuxième ligne      | 18 mars 1983      | Tonga                |               | SU Agen                 | 2013                    |
| Pierre Gayraud            | Deuxième ligne      | 27 mars 1992      | France               | -             | USA Perpignan           | 2012                    |
| Pelu Taele-Pavihi         | Deuxième ligne      | 28 septembre 1981 | Samoa                |               | Biarritz olympique      | 2014                    |
| Jean Jo Marmouyet         | Troisième ligne     | 9 août 1984       | France               | -             | Formé au club           | 2006                    |
| Thibault Visensang (en)   | Troisième ligne     | 8 janvier 1991    | Espagne              | -             | SC Albi                 | 2014                    |
| Dwayne Haare              | Troisième ligne     | 9 juin 1980       | Nouvelle-Zélande     | -             | RC Narbonne             | 2007                    |
| Jean Monribot             | Troisième ligne     | 11 octobre 1987   | France               | -             | SU Agen                 | 2013                    |
| Opeti Fonua               | Troisième ligne     | 26 mai 1986       | Tonga                |               | SU Agen                 | 2013                    |
| Charles Ollivon           | Troisième ligne     | 11 mai 1993       | France               |               | Formé au club           | 2012                    |
| Clément Ancely            | Troisième ligne     | 4 mars 1993       | France               | -             | Formé au club           | 2013                    |
| Guillaume Rouet           | Demi de mêlée       | 13 août 1988      | Espagne              | -             | Hasparren Athletic Club | 2008                    |
| Christophe Loustalot (en) | Demi de mêlée       | 7 avril 1992      | France               | -             | Formé au club           | 2013                    |
| Bastien Duhalde (en)      | Demi de mêlée       | 4 janvier 1993    | France               | -             | Formé au club           | 2013                    |
| Blair Stewart             | Demi d'ouverture    | 2 octobre 1983    | Nouvelle-Zélande     | -             | FC Grenoble             | 2014                    |
| Matthieu Ugalde           | Demi d'ouverture    | 10 juin 1992      | France               | -             | Formé au club           | 2011                    |
| Clément Otazo             | Demi d'ouverture    | 3 mai 1992        | France               | -             | Formé au club           | 2011                    |
| Santiago Fernández        | Trois-quarts centre | 28 novembre 1985  | Argentine            |               | Montpellier HR          | 2013                    |
| Lalakai Foketi            | Trois-quarts centre | 22 décembre 1994  | Australie            | -             | Melbourne Rebels        | 2014                    |
| Gabiriele Lovobalavu      | Trois-quarts centre | 20 juin 1985      | Fidji                |               | RC Toulon               | 2012                    |
| Joe Rokocoko              | Trois-quarts centre | 6 juin 1983       | Nouvelle-Zélande     |               | Blues                   | 2011                    |
| Saïmoni Vaka              | Trois-quarts aile   | 2 juin 1987       | Fidji                | -             | SU Agen                 | 2013                    |
| Martín Bustos Moyano      | Trois-quarts aile   | 12 juin 1985      | Argentine            |               | Montpellier HR          | 2013                    |
| Bastien Fuster (en)       | Trois-quarts aile   | 21 janvier 1992   | France               | -             | Formé au club           | 2012                    |
| Marvin O'Connor           | Trois-quarts aile   | 18 avril 1991     | France               | -             | FC Grenoble             | 2011                    |
| Scott Spedding            | Arrière             | 4 mai 1986        | France               |               | CA Brive                | 2012                    |

## Déroulement de la saison
Dans l'European Rugby Challenge Cup l'Aviron bayonnais fait partie de la poule 2 et sera opposé aux Anglais d'Exeter Chiefs aux Irlandais du Connacht et aux Français du Stade Rochelais.

### Calendrier
| Date du match     | Domicile              | Extérieur             | Score (bonus)    | Lieu du match                            | Catégorie                                     | Classement |
| ----------------- | --------------------- | --------------------- | ---------------- | ---------------------------------------- | --------------------------------------------- | ---------- |
| 31 juillet 2014   | Aviron bayonnais      | Biarritz olympique    | 40 - 17          | Stade Jean Dauger, Bayonne               | Match Amical                                  |            |
| 7 août 2014       | Aviron bayonnais      | Newcastle Falcons     | 26 - 25          | Stade Jean Dauger, Bayonne               | Match Amical                                  |            |
| 15 août 2014      | Aviron bayonnais      | RC Toulon             | 15 - 29          | Stade Jean Dauger, Bayonne               | 1re journée de Top 14                         | 13e        |
| 23 août 2014      | Aviron bayonnais      | US Oyonnax            | (BO) 38 - 12     | Stade Jean Dauger, Bayonne               | 2e journée de Top 14                          | 6e         |
| 30 août 2014      | Castres olympique     | Aviron bayonnais      | (BO) 30 - 6      | Stade Pierre-Antoine, Castres            | 3e journée de Top 14                          | 13e        |
| 23 août 2014      | Stade français        | Aviron bayonnais      | (BO) 34- 29 (BD) | Stade Jean Bouin, Paris                  | 4e journée de Top 14                          | 13e        |
| 13 septembre 2014 | Aviron bayonnais      | CA Brive              | 23 - 6           | Stade Jean Dauger, Bayonne               | 5e journée de Top 14                          | 10e        |
| 20 septembre 2014 | FC Grenoble           | Aviron bayonnais      | 24 - 15          | Stade Lesdiguières, Grenoble             | 6e journée de Top 14                          | 10e        |
| 27 septembre 2014 | Aviron bayonnais      | Stade toulousain      | (BO) 35 - 19     | Stade Jean Dauger, Bayonne               | 7e journée de Top 14                          | 8e         |
| 3 octobre 2014    | Aviron bayonnais      | Montpellier HR        | (BD) 10 - 15     | Stade Jean Dauger, Bayonne               | 8e journée de Top 14                          | 8e         |
| 11 octobre 2014   | Lyon OU               | Aviron bayonnais      | 24 - 19 (BD)     | Matmut Stadium, Lyon                     | 9e journée de Top 14                          | 9e         |
| 18 octobre 2014   | Aviron bayonnais      | Exeter Chiefs         | 30 - 24 (BD)     | Stade Jean Dauger, Bayonne               | 1re journée de l'European Rugby Challenge Cup | 2e         |
| 24 octobre 2014   | Stade rochelais       | Aviron bayonnais      | 25 - 13          | Stade Marcel-Deflandre, La Rochelle      | 2e journée de l'European Rugby Challenge Cup  | 4e         |
| 1er novembre 2014 | Aviron bayonnais      | ASM Clermont Auvergne | 24 - 13          | Stade Jean Dauger, Bayonne               | 10e journée de Top 14                         | 9e         |
| 8 novembre 2014   | Racing Métro          | Aviron bayonnais      | 27 - 10          | Stade olympique Yves-du-Manoir, Colombes | 11e journée de Top 14                         | 11e        |
| 29 novembre 2014  | Stade rochelais       | Aviron bayonnais      | 19 - 19          | Stade Marcel-Deflandre, La Rochelle      | 12e journée de Top 14                         | 10e        |
| 6 décembre 2014   | Connacht              | Aviron bayonnais      | 42 (BO) - 19     | Galway Sportsground, Galway              | 3e journée de l'European Rugby Challenge Cup  | 4e         |
| 13 décembre 2014  | Aviron bayonnais      | Connacht              | 27 (BD) - 29     | Stade Jean Dauger, Bayonne               | 4e journée de l'European Rugby Challenge Cup  | 3e         |
| 20 décembre 2014  | Aviron bayonnais      | Union Bordeaux Bègles | 15 - 12 (BD)     | Stade Jean Dauger, Bayonne               | 13e journée de Top 14                         | 9e         |
| 28 décembre 2014  | US Oyonnax            | Aviron bayonnais      | 12 - 9 (BD)      | Stade Charles-Mathon, Oyonnax            | 14e journée de Top 14                         | 10e        |
| 3 janvier 2015    | CA Brive              | Aviron bayonnais      | 25 - 9           | Stade Amédée-Domenech, Brive             | 15e journée de Top 14                         | 12e        |
| 10 janvier 2015   | Aviron bayonnais      | Lyon OU               | 23 - 22 (BD)     | Stade Jean Dauger, Bayonne               | 16e journée de Top 14                         | 10e        |
| 17 janvier 2015   | Aviron bayonnais      | Stade rochelais       | 14 - 0           | Stade Jean Dauger, Bayonne               | 5e journée de l'European Rugby Challenge Cup  | 3e         |
| 24 janvier 2015   | Exeter Chiefs         | Aviron bayonnais      | 45 (BO) - 3      | Sandy Park, Exeter                       | 6e journée de l'European Rugby Challenge Cup  | 3e         |
| 31 janvier 2015   | RC Toulon             | Aviron bayonnais      | 24 - 17          | Stade Mayol, Toulon                      | 17e journée de Top 14                         | 11e        |
| 21 février 2015   | Aviron bayonnais      | Stade français        | 23 (BO) - 7      | Stade Jean Dauger, Bayonne               | 18e journée de Top 14                         | 10e        |
| 7 mars 2015       | ASM Clermont Auvergne | Aviron bayonnais      | 28 - 16          | Stade Marcel-Michelin, Clermont-Ferrand  | 19e journée de Top 14                         | 10e        |
| 14 mars 2015      | Aviron bayonnais      | Castres olympique     | 21 - 19 (BD)     | Stade Jean Dauger, Bayonne               | 20e journée de Top 14                         | 10e        |
| 28 mars 2015      | Aviron bayonnais      | Racing Métro          | 6 - 12           | Stade Jean Dauger, Bayonne               | 21e journée de Top 14                         | 11e        |
| 11 avril 2015     | Stade toulousain      | Aviron bayonnais      | 20 - 17 (BD)     | Stade Ernest-Wallon, Toulouse            | 22e journée de Top 14                         | 13e        |
| 25 avril 2015     | Aviron bayonnais      | FC Grenoble           | 42 (BO) - 33     | Stade Jean Dauger, Bayonne               | 23e journée de Top 14                         | 13e        |
| 9 mai 2015        | Montpellier HR        | Aviron bayonnais      | 33 - 16          | Altrad Stadium, Montpellier              | 24e journée de Top 14                         | 13e        |
| 16 mai 2015       | Union Bordeaux Bègles | Aviron bayonnais      | 38 - 20          | Stade Jacques-Chaban-Delmas, Bordeaux    | 25e journée de Top 14                         | 13e        |
| 23 mai 2015       | Aviron bayonnais      | Stade rochelais       | 42 (BO) - 12     | Stade Jean Dauger, Bayonne               | 26e journée de Top 14                         | 13e        |

Avec 10 victoires, 1 match nul et 15 défaites, l'Aviron bayonnais termine 13e et est relégué en Pro D2 pour la saison 2015-2016.

### European Rugby Challenge Cup
Dans l'European Rugby Challenge Cup l'Aviron bayonnais fait partie de la poule 2 et sera opposé aux Anglais de Exeter Chiefs, aux Irlandais du Connacht Rugby et aux Français du Stade rochelais.
Avec 2 victoires et 4 défaites, l'Aviron bayonnais termine 3e de la poule 2 et n'est pas qualifié.

## Statistiques

### Statistiques collectives
| Rang | Club                  | J  | V  | N | D  | Em | Ee | Bo | Bd | Pm  | Pe  | Diff | Pts |
| ---- | --------------------- | -- | -- | - | -- | -- | -- | -- | -- | --- | --- | ---- | --- |
| 1    | RC Toulon T           | 26 | 16 | 0 | 10 | 81 | 52 | 7  | 5  | 740 | 525 | +215 | 76  |
| 2    | ASM Clermont          | 26 | 16 | 1 | 9  | 58 | 40 | 5  | 4  | 630 | 464 | +166 | 75  |
| 3    | Stade toulousain      | 26 | 16 | 0 | 10 | 53 | 37 | 3  | 3  | 573 | 504 | +69  | 70  |
| 4    | Stade français Paris  | 26 | 15 | 1 | 10 | 60 | 54 | 6  | 2  | 591 | 576 | +15  | 70  |
| 5    | Racing 92             | 26 | 13 | 3 | 10 | 52 | 37 | 3  | 4  | 551 | 497 | +54  | 65  |
| 6    | Oyonnax Rugby         | 26 | 14 | 0 | 12 | 37 | 43 | 2  | 4  | 514 | 507 | +7   | 62  |
| 7    | Union Bordeaux Bègles | 26 | 12 | 0 | 14 | 66 | 45 | 4  | 9  | 701 | 578 | +123 | 61  |
| 8    | Montpellier HR        | 26 | 11 | 2 | 13 | 44 | 46 | 2  | 5  | 537 | 516 | +21  | 55  |
| 9    | Stade rochelais P     | 26 | 10 | 5 | 11 | 43 | 67 | 2  | 2  | 520 | 659 | -139 | 54  |
| 10   | CA Brive              | 26 | 12 | 0 | 14 | 40 | 66 | 3  | 2  | 502 | 619 | -117 | 53  |
| 11   | FC Grenoble           | 26 | 11 | 0 | 15 | 54 | 70 | 3  | 6  | 626 | 735 | -109 | 53  |
| 12   | Castres olympique     | 26 | 11 | 0 | 15 | 50 | 63 | 4  | 4  | 509 | 626 | -117 | 52  |
| 13   | Aviron bayonnais      | 26 | 10 | 1 | 15 | 44 | 46 | 5  | 5  | 552 | 548 | +4   | 52  |
| 14   | Lyon OU P             | 26 | 8  | 1 | 17 | 42 | 58 | 0  | 7  | 469 | 630 | -161 | 41  |

T = Tenant du titre
P = Promu
| Rang | Équipe           | J | V | N | D | Em | Ee | Bo | Bd | Pm  | Pe  | Diff | Pts |
| ---- | ---------------- | - | - | - | - | -- | -- | -- | -- | --- | --- | ---- | --- |
| 1    | Exeter Chiefs    | 4 | 3 | 0 | 1 | 17 | 7  | 3  | 1  | 134 | 70  | +64  | 16  |
| 2    | Connacht         | 4 | 3 | 0 | 1 | 15 | 11 | 2  | 0  | 132 | 91  | +41  | 14  |
| 3    | Aviron bayonnais | 4 | 1 | 0 | 3 | 8  | 12 | 0  | 1  | 89  | 120 | -31  | 5   |
| 4    | Stade rochelais  | 4 | 1 | 0 | 3 | 8  | 18 | 0  | 0  | 64  | 138 | -74  | 4   |

## Statistiques Top 14

### Meilleur réalisateur

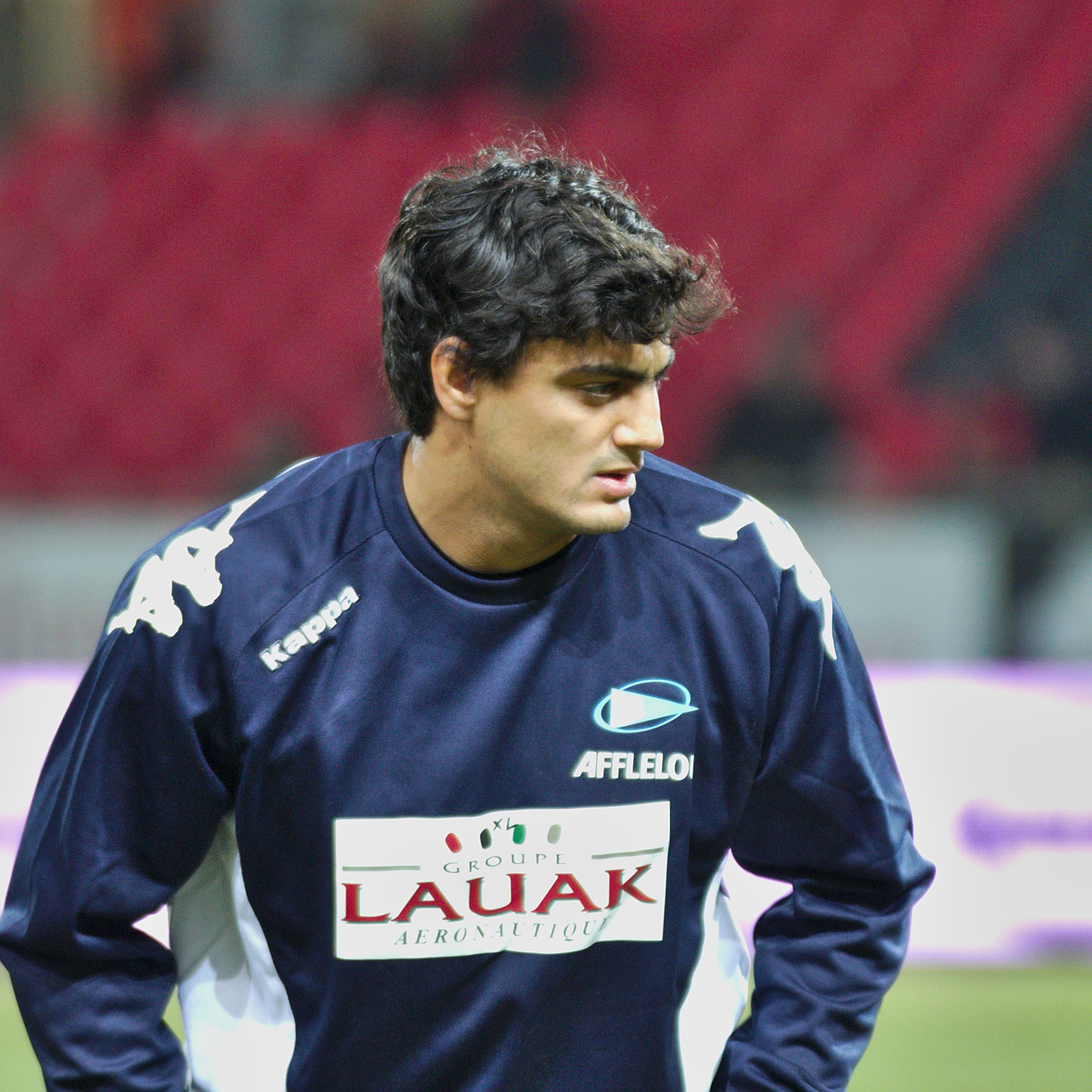
Martín Bustos Moyano

| Rang | Joueur               | Poste            | Points | Essais | Transf. | Pén. | Drops |
| ---- | -------------------- | ---------------- | ------ | ------ | ------- | ---- | ----- |
| 1    | Martin Bustos Moyano | Ailier / Arrière | 109    | 2      | 9       | 27   | 0     |
| 2    | Blair Stewart        | Demi d'ouverture | 95     | 0      | 13      | 23   | 0     |

### Meilleur marqueur

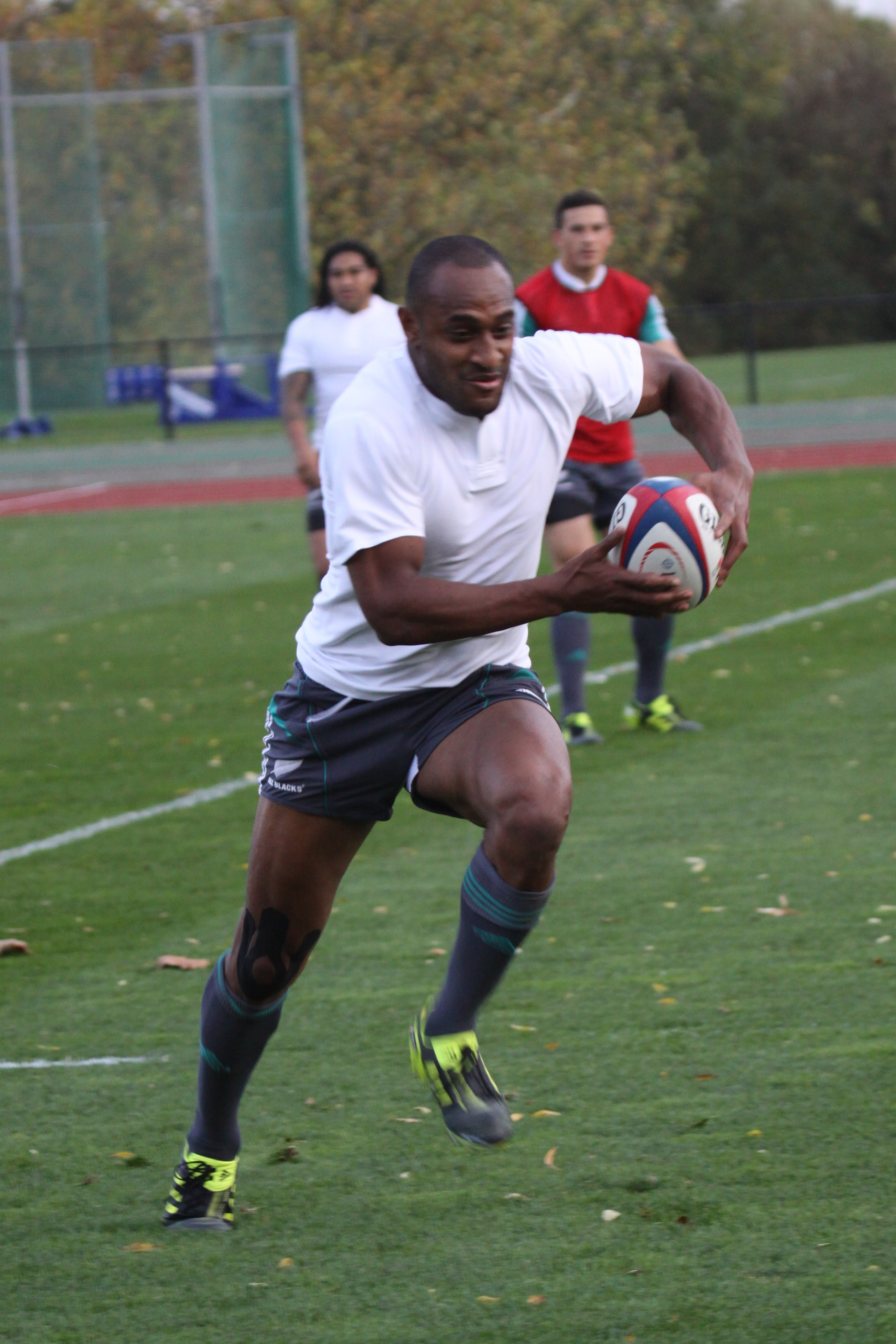
Joe Rokocoko
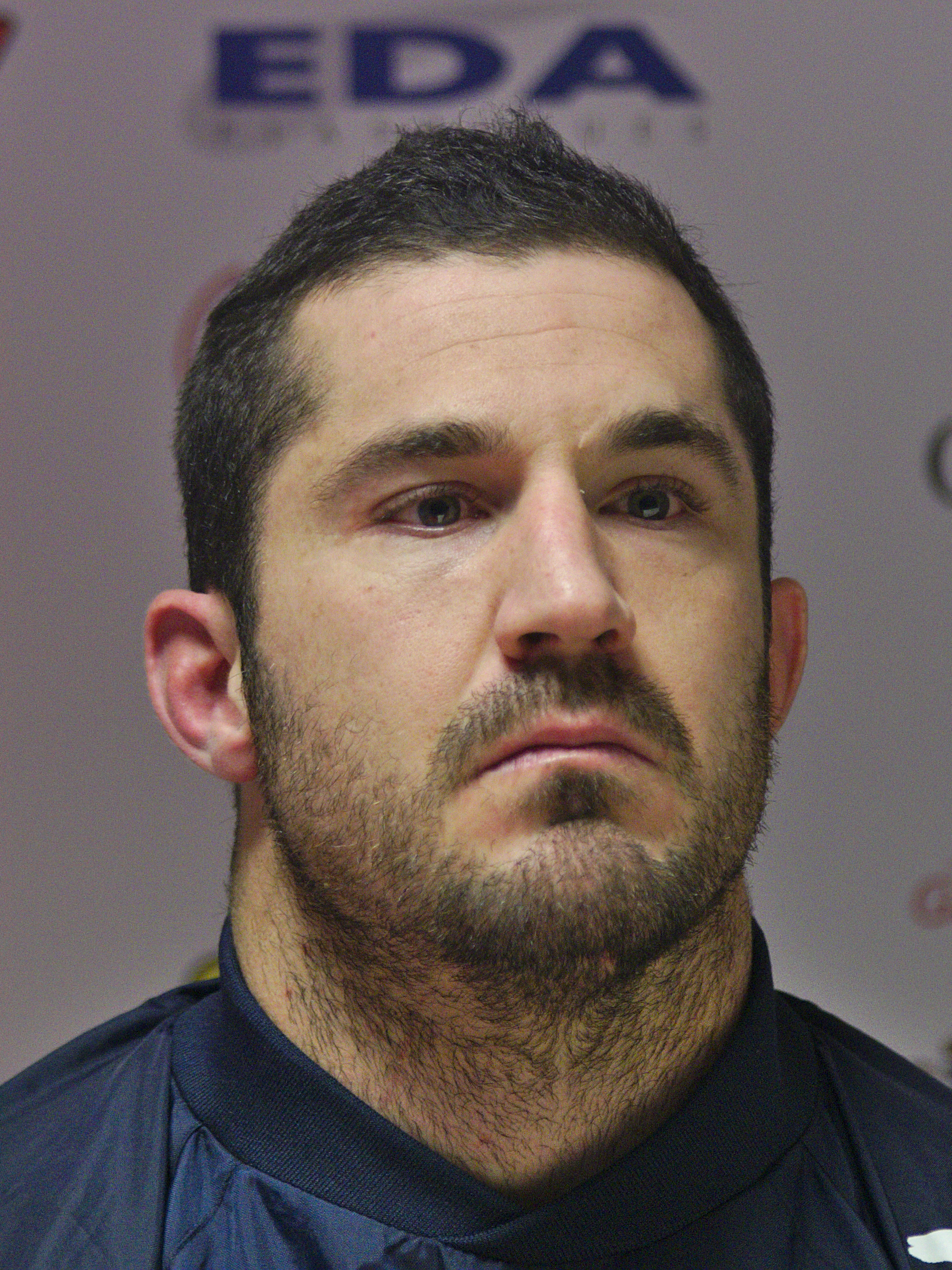
Scott Spedding

| Rang | Joueur         | Poste                               | Essais |
| ---- | -------------- | ----------------------------------- | ------ |
| 1    | Joe Rokocoko   | Ailier / Centre                     | 5      |
| 2    | Scott Spedding | Demi d'ouverture / centre / Arrière | 4      |

## Statistiques European Rugby Challenge Cup

### Meilleur réalisateur
| Rang | Joueur               | Poste            | Points | Essais | Transf. | Pén. | Drops |
| ---- | -------------------- | ---------------- | ------ | ------ | ------- | ---- | ----- |
| 1    | Christophe Loustalot | Demi de mêlée    | 29     | 0      | 7       | 5    | 0     |
| 2    | Martín Bustos Moyano | Ailier / Arrière | 19     | 0      | 2       | 5    | 0     |

### Meilleur marqueur
| Rang | Joueur         | Poste  | Essais |
| ---- | -------------- | ------ | ------ |
| 1    | Pierre Sayerse | Ailier | 3      |